# Karl Ågerup
Karl Oskar Ågerup, född 4 januari 1972 i Uppsala domkyrkoförsamling, Uppsala län, är en svensk författare.

## Biografi
År 2002 utkom Sagan om Adcore. Boken beskriver ett internetkonsultbolags uppgång och fall under tiden mellan två så kallade börsbubblor: Finanskrisen 1990–1994 i Sverige och IT-bubblan som sprack år 2000. Boken har beskrivits som ett "intressant och välskrivet tidsdokument" (Veckans Affärer) och som en "IT-saga att njuta av hemma i fåtöljen" (SvD). Moderaternas framtida ledare Ulf Kristersson var kommunikationschef på Adcore under tiden som beskrivs i boken.
År 2006 utkom Barnens marknad. Berättelser från den fria skolan, som är en inifrån-beskrivning av en friskola kallad "Internationell Framtid" (fingerat namn) där vinstintresset går före det mesta. Bland pressrösterna märks Veckans Affärer som kallar boken "läskigt wallraffande i friskolevärlden" och Skolledaren som läser ”ett lysande exempel på undersökande journalistik som presenteras i bästa Uppdrag granskning-anda”.
Dagens Nyheter avslöjade 2008 att skolans riktiga namn är "International IT College of Sweden" i Stockholm.